# Стародавні міста Північної Сирії
Стародавні міста Північної Сирії відомі також як Мертві міста (араб. المدن الميتة‎) або Забуті міста (араб. المدن المنسية‎) — група з 700 покинутих будівель на північному заході Сирії, дають уявлення про побут у пізній античності та протягом візантійського періоду.
Більшість міст, час заснування яких датують періодом з I по VII століття, було закинуто між VIII та X століттями. Поселення мають добре збережені будівлі житла, язичницьких храмів, церков, водозбірних цистерн, лазень та ін. Давні поселення займають площу 20-40 км в ширину і бл. 140 км в довжину. 2011 року міста було включено до Списку Світової спадщини ЮНЕСКО.

## Галерея

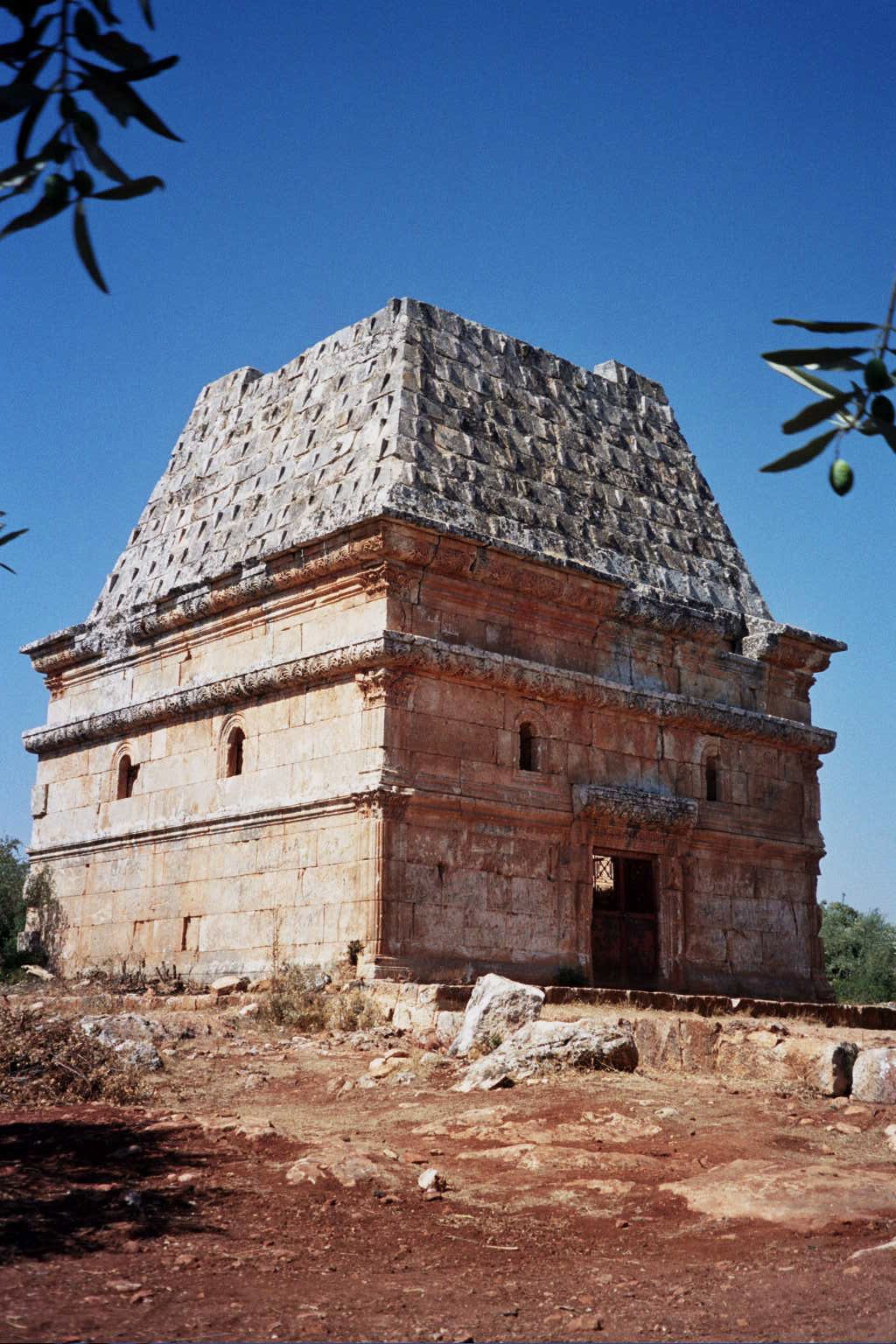
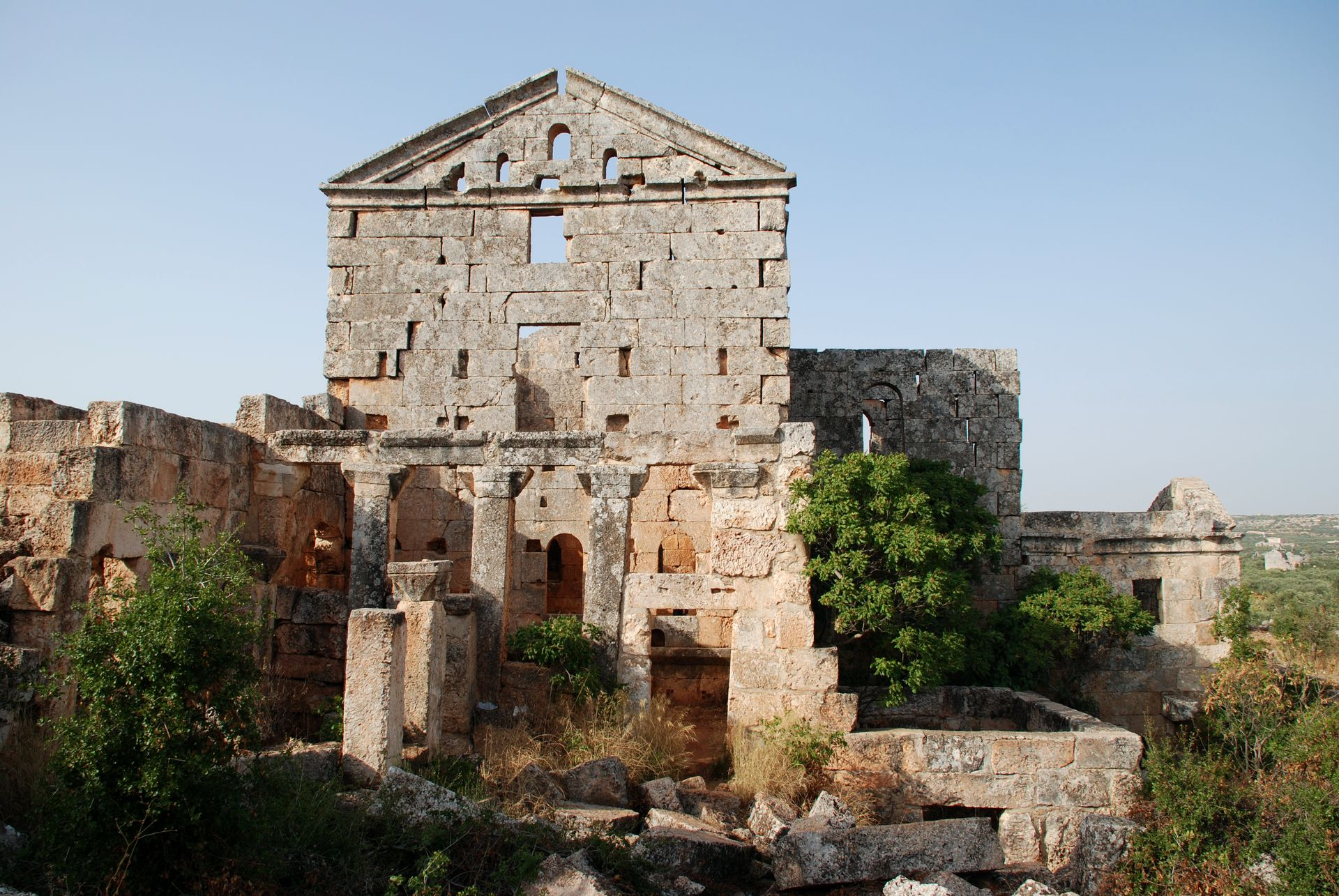
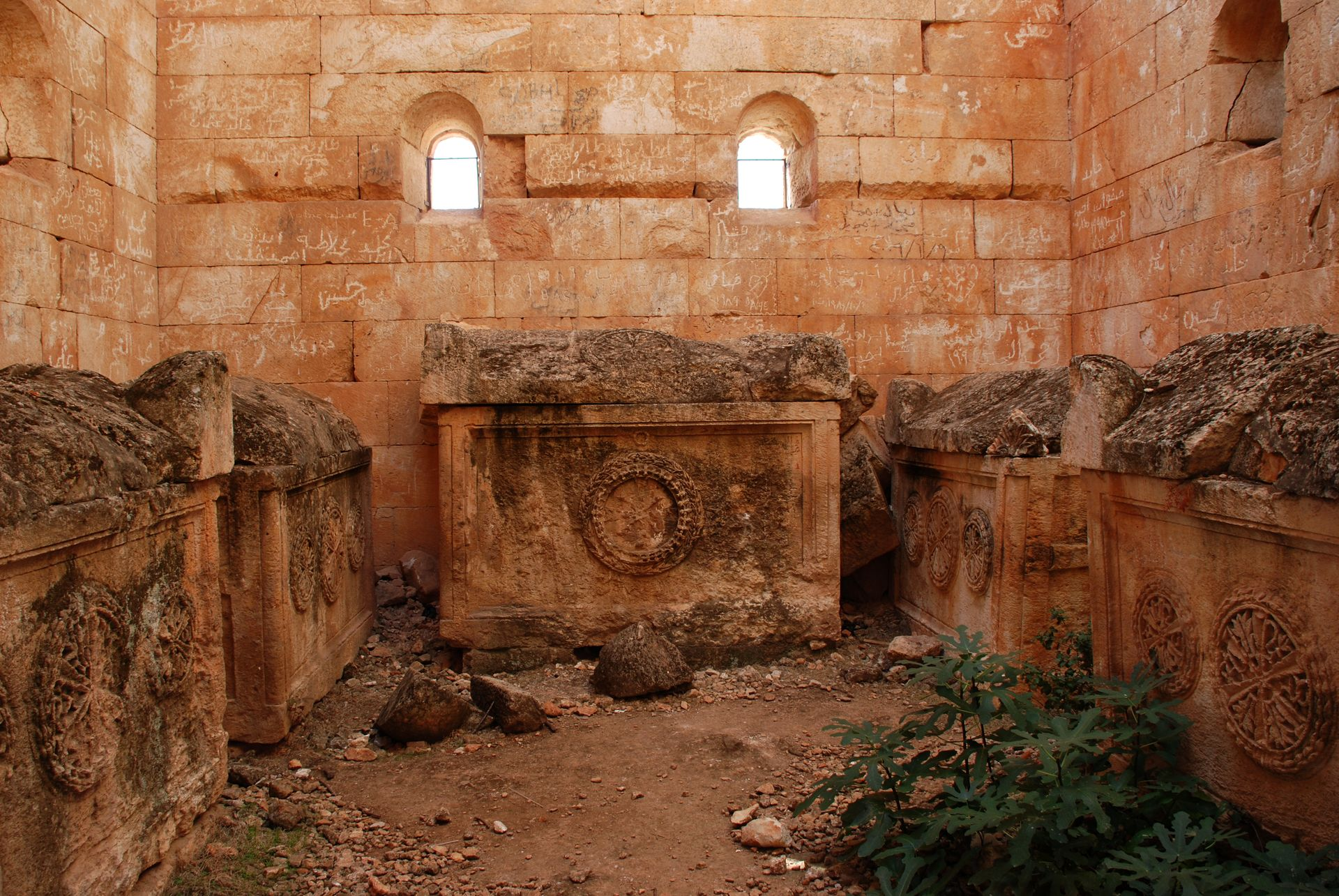
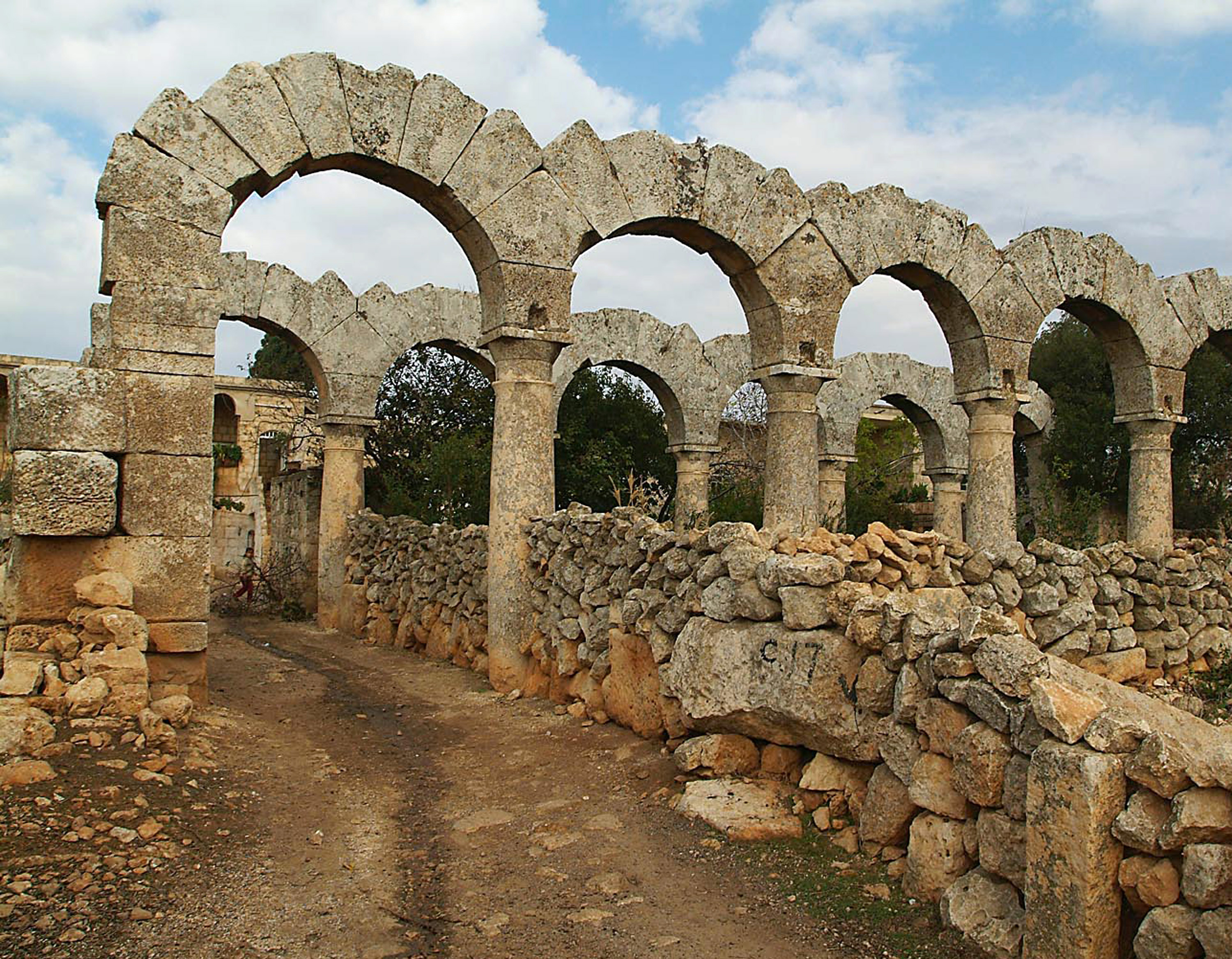
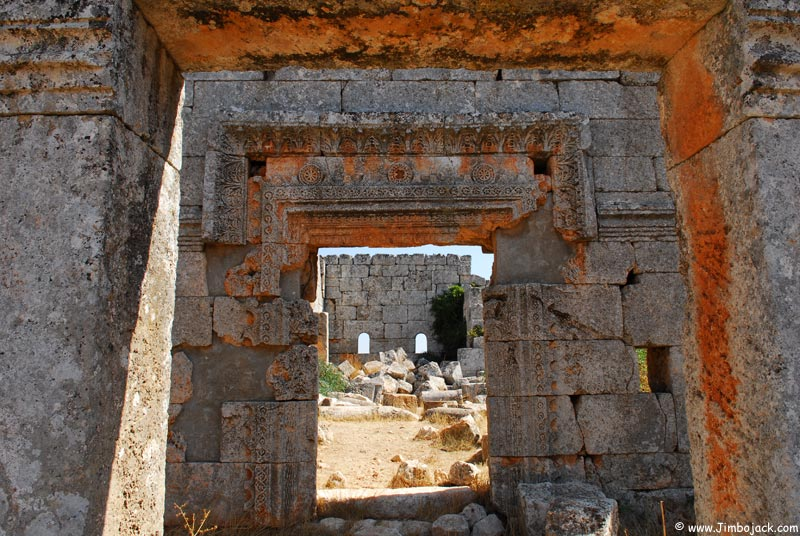
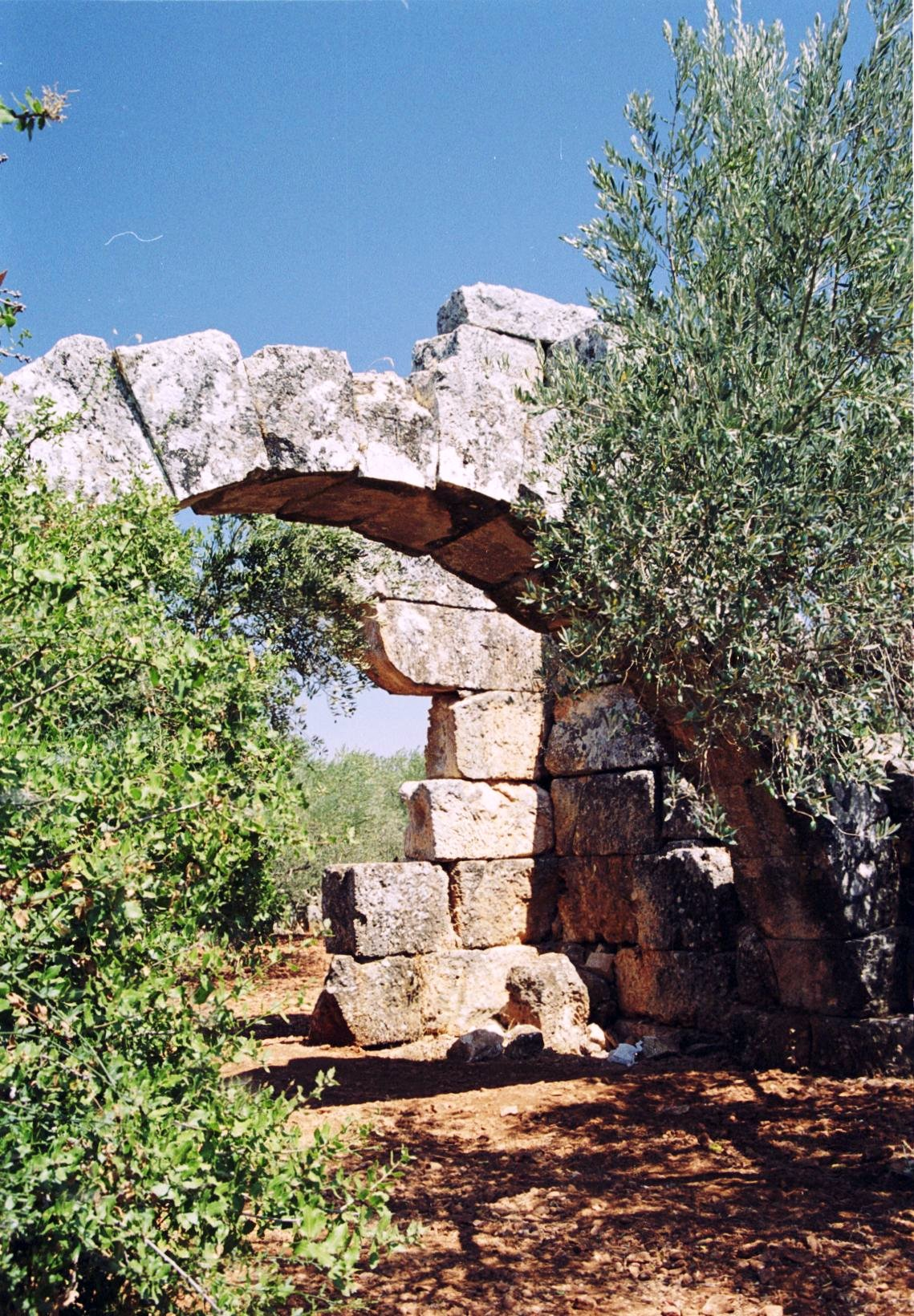
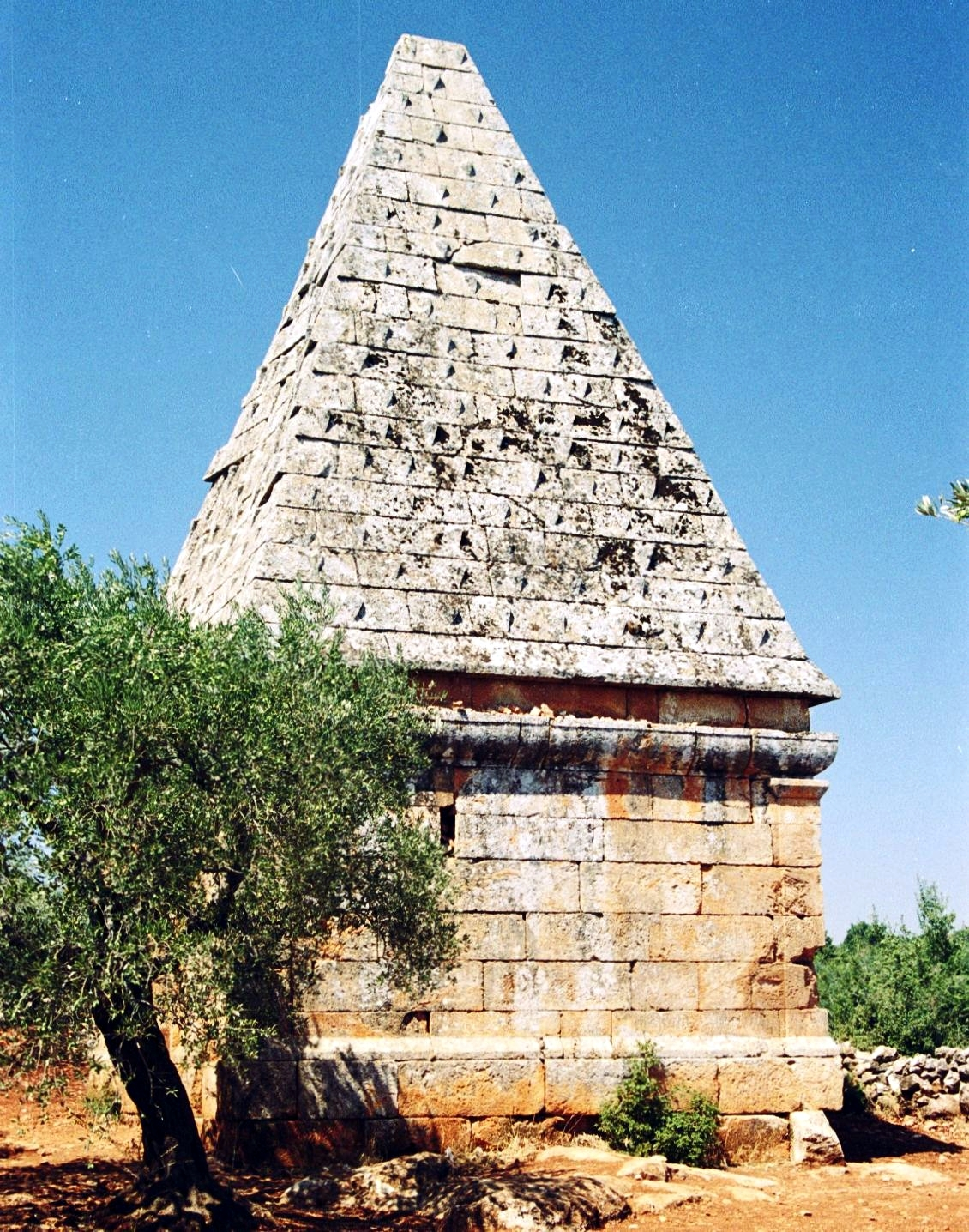